# دالبرگیکرومن
دالبرگیکرومن (به انگلیسی: Dalbergichromene) با فرمول شیمیایی C۱۶H۱۴O۳ یک ترکیب شیمیایی با شناسه پاب‌کم ۵۳۱۶۲۹۱ است. که جرم مولی آن ۲۵۴٫۲۸ g/mol می‌باشد. 